# American Rifleman
A American Rifleman é uma publicação mensal baseada nos Estados Unidos sobre o interesse por tiro e armas de fogo, de propriedade da National Rifle Association of America (NRA). 
A American Rifleman É a 33ª revista de consumo mais amplamente distribuída e a principal revista da NRA. A revista tem sua sede em Fairfax, Virgínia.

## Histórico

### Origens
Arthur Corbin Gould, um ávido atirador e membro da Massachusetts Rifle Association, publicou a The Rifle em 1885 como um esforço para enfocar a discussão sobre o tiro esportivo de rifle. A The Rifle mais tarde mudou seu título para Shooting and Fishing em 1888, ramificando-se em outros esportes ao ar livre. Em 1894, enquanto a revista se intitulava Shooting and Fishing, Gould compareceu às competições da National Rifle Association realizadas em Sea Girt e ficou impressionado com o nível da competição, o que o levou a escrever vários editoriais instando o público a participar. Essa chamada acabou levando à revitalização da National Rifle Association e estabeleceu um Conselho de Diretores para ajudar a administrar a organização em todo o país.

### Evolução

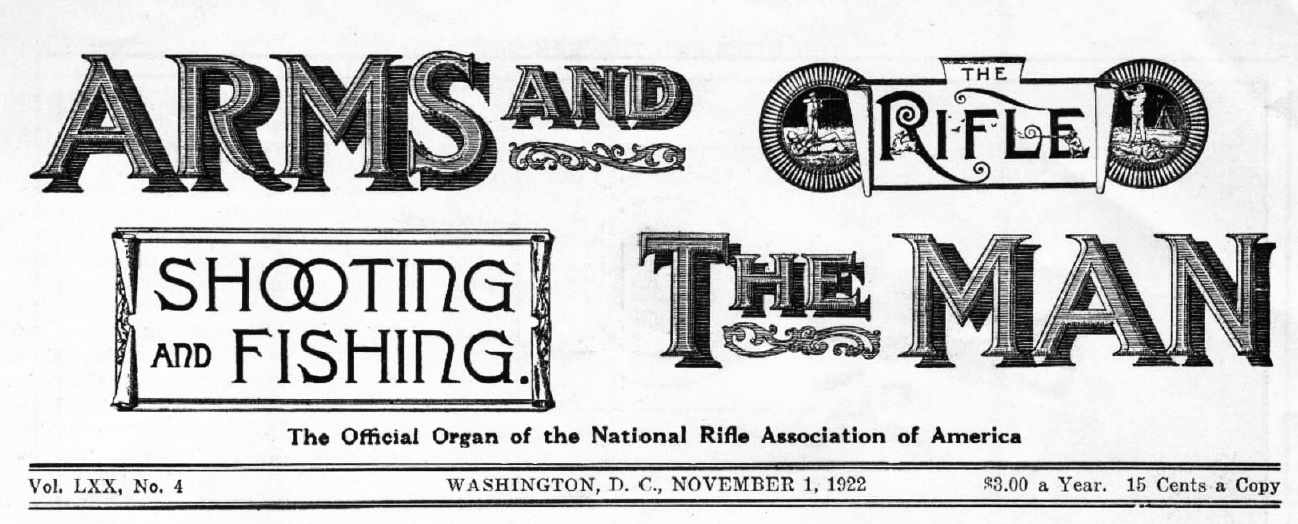
Título da capa da Arms and the Man de 1922.

Após a morte de Gould em 1903, a revista Shooting and Fishing se deteriorou. Não havia nenhuma conexão oficial entre a NRA e a revista, mas a proeminência de Gould no mundo do tiro ajudou a estabelecer e dar credibilidade à organização enquanto tentava ganhar posição nacional. Em 1906, James A. Drain, então secretário da NRA, comprou a revista e rebatizou-a para Arms and the Man, tornando-se seu editor e editor. Dois anos depois, como presidente da NRA, Drain tornou a revista e a NRA - oficialmente duas entidades distintas - de volta para Washington D.C. a fim de estabelecer laços mais estreitos com os aspectos políticos do tiro com rifle. Embora ainda não houvesse um vínculo explícito entre a revista e a NRA, seu relacionamento era extremamente próximo.
Em 1916, sete anos após o fim de sua presidência da NRA, James A. Drain decidiu se separar da revista a fim de se dedicar totalmente ao seu escritório de advocacia, embora Arms and the Man tivesse se tornado a melhor revista de seu tipo. No início, Drain tentou sem sucesso vender a revista para seu ex-redator da equipe, Frank J. Kahrs, que havia se mudado para a Remington Arms, mas Kahrs sugeriu que Drain oferecesse a revista à NRA, já que a Arms and the Man havia sido um jornal não oficial da NRA. Em 1º de julho de 1916, James A. Drain vendeu a Arms and the Man para a NRA por $ 1 (um dólar). Fred H. Phillips assumiu como editor e Kendrick Scofield como editor associado e, devido aos laços estreitos de Drain com a organização, embora tenha ocorrido uma transição na liderança, não houve interrupção da publicação.
Após sua mudança para o controle da NRA, a Arms and the Man, que se concentrava principalmente em resultados de competições de tiro e discussão de rifles, começou a se expandir em histórias de caça, balística, arma de fogo, espingarda e novos produtos de tiro. Em junho de 1923, a publicação mudou seu nome pela quarta e última vez para o título atual, The American Rifleman. Após a mudança de nome, a escala da revista aumentou e quatro escritores influentes que ajudariam a moldar o futuro da The American Rifleman e do tiro esportivo em geral se juntaram: Julian S. Hatcher, Charles Askins, Townsend Whelen e C.B. Lister. Também durante este tempo, Hatcher começou sua coluna "The Dope Bag", uma coluna escrita de perguntas e respostas, que continua até hoje. Em 1928, "The Dope Bag" tinha crescido para 3 membros da equipe, respondendo mais de 5.000 cartas naquele ano. O destaque do tiro ao alvo, assim como a decisão de incluir todos os membros da NRA com exemplares gratuitos da revista, ajudou a aumentar a circulação para mais de 30.000, tornando a publicação autossustentável pela primeira vez em sua história.
Apesar do difícil clima econômico que causou a Grande Depressão na década de 1930, a American Rifleman apenas continuou a ganhar leitores, eventualmente alcançando uma tiragem de 56.000 e levando seu primeiro anúncio colorido da Packard Motor Car Company.
Durante a Segunda Guerra Mundial, o editor da The American Rifleman, Bill Shadel, recebeu credenciais de imprensa da CBS e foi enviado para o exterior para cobrir o teatro europeu como correspondente de guerra da CBS e da NRA. Suas funções foram assumidas por seus editores associados, e a The American Rifleman publicou artigos e entrevistas com Shadel até o final da guerra. Também durante a Segunda Guerra Mundial, o tamanho físico da revista teve que ser cortado pela metade devido à escassez de papel durante a guerra. Devido à má qualidade do papel usado, a The American Rifleman começou a confiar mais na arte do que na fotografia. O cartunista James T. Berryman, vencedor do Prêmio Pulitzer, foi contratado como diretor de arte. Após a guerra, C.B. Lister manteve a editoria da revista.
A The American Rifleman continuou a se desenvolver em escopo após a Segunda Guerra Mundial. Lee Harvey Oswald matou o presidente dos EUA John F. Kennedy com um rifle comprado a partir de um anúncio da Klein's Sporting Goods na edição de fevereiro de 1963 da American Rifleman. Isso gerou o que a revista chamou de "uma onda de sentimento anti-armamento" e uma "demanda quase universal por controles mais rígidos sobre as vendas de armas por correspondência".
Em 1966 Ashley Halsey Jr. tornou-se editora da revista, trazendo muito mais foco para a esfera política, dada a proeminência dos projetos de lei propostos pelo senador Thomas Dodd restringindo a venda de armas de fogo entre estados. Halsey Jr. foi um ex-escritor do Saturday Evening Post por 18 anos e tornou-se conhecido por seus editoriais proeminentes e artigos investigativos. Em 1971, a The American Rifleman publicou uma edição especial do centenário com 168 páginas, de longe a maior da história da revista. A edição do centenário também incluiu as primeiras fotos em tamanho real e coloridas de armas de fogo já impressas na revista. Pouco depois, em outubro de 1973, histórias de caça, resenhas e dicas foram lançadas em uma publicação separada, a American Hunter, que estava operando lucrativamente dois anos após sua estreia. Em 1993, a NRA lançou outra revista intitulada America's First Freedom, especializada em ativismo político.

## Conteúdo
A revista é normalmente gratuita para membros da NRA, embora associados sem assinatura da revista tenham descontos disponíveis.
Cada edição contém resenhas de diferentes armas de fogo, artigos históricos sobre armas de fogo, informações técnicas sobre recarga, notas do presidente da NRA e uma coluna conhecida como "The armed citizen" ("O cidadão armado") que lista eventos específicos de pessoas que se defendem com uma arma de fogo com sucesso.